# Császló
Császló is een plaats (község) en gemeente in het Hongaarse comitaat Szabolcs-Szatmár-Bereg. Császló telt 387 inwoners (2001).